# سنگ‌نگاره بهرام دوم در گویم
نقش‌برجسته بهرام دوم در گویم یا بهرام دوم در حال نیایش نقش‌برجسته‌ای مربوط به بهرام دوم می‌باشد که در شهرک گویم در ۳۰ کیلومتری غرب شیراز قرار دارد. این سنگ نگاره در تنگ قوام آباد در جنوب غربی این شهرک در ارتفاع هشت متری این نقش کشیده شده است.
در سال ۱۹۲۶ میلادی هرتسفلد از وجود چنین نقشی آگاه گردید و در سال ۱۹۷۵ لویی واندنبرگ آن را مورد بررسی دقیق قرار داد. ارتفاع این نقش برجسته ۲متر و عرض آن ۱/۸۰ متر می‌باشد که در لوحه‌ای مستطیل شکل به تصویر کشیده شده است.
در این تصویر فرمانروا با همان تاجی که در سایر نقش برجسته‌ها و سکه‌ها دیده می‌شود ترسیم شده و دست‌ها را به حالت نیایش و احترام یکی را بر کمر و دست دیگر را در بالا قرار داده است.
متأسفانه این نقش در اثر مرور زمان و عوامل طبیعی و انسانی به شدت آسیب دیده و بسیاری از جزییات نقش محو و فرسوده گردیده است.
این اثر در تاریخ ۱۳۵۴/۰۹/۱۰ به شماره ۹۳۷ در فهرست آثار ملی به ثبت رسیده و تحت حفاظت اداره کل میراث فرهنگی فارس قرار دارد.

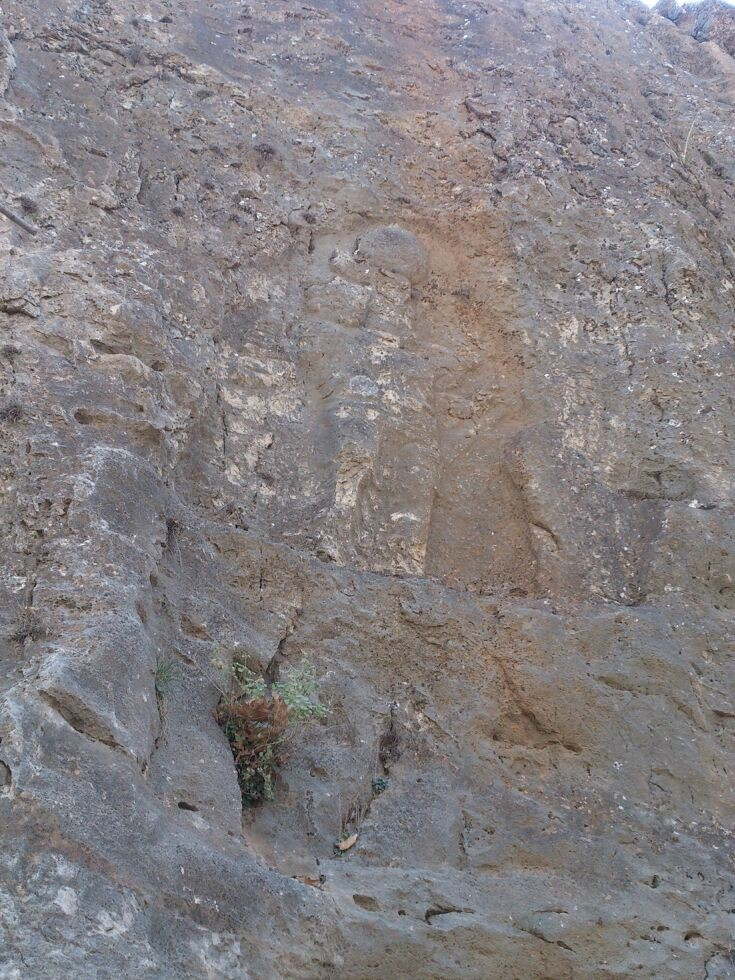
نقش برجسته گویم۲